# Okręgowe rozgrywki w piłce nożnej woj. olsztyńskiego (1965/1966)
Drużyny z województwa olsztyńskiego występujące w ligach centralnych i makroregionalnych:
- I liga – brak
- II liga – brak

Rozgrywki okręgowe:
- III liga okręgowa (III poziom rozgrywkowy)
- klasa A  - 2 grupy (IV poziom rozgrywkowy)
- klasa B - 3 grupy (V poziom rozgrywkowy)
- klasa C(LZS) - podział na grupy (VI poziom rozgrywkowy)

Był to ostatni sezon funkcjonowania olsztyńskiej III ligi okręgowej. Od nowego sezonu klasa okręgowa będzie IV poziomem ligowym w kraju. Był to również ostatni sezon, gdy klasa C grała pod patronatem LZS.

## III liga okręgowa
| Poz. | Klub                     | M  | Pkt. | Opis                   |
| ---- | ------------------------ | -- | ---- | ---------------------- |
| 1    | Warmia Olsztyn(s)        | 22 |      |                        |
| 2    | Gwardia Olsztyn          | 22 |      |                        |
| 3    | Jurand Bemowo Piskie (b) | 22 |      |                        |
| 4    | Jeziorak Iława           | 22 |      | klasa okręgowa Olsztyn |
| 5    | OKS/Stomil Olsztyn (b)   | 22 |      | klasa okręgowa Olsztyn |
| 6    | Zatoka Braniewo          | 22 |      | klasa okręgowa Olsztyn |
| 7    | Granica Kętrzyn          | 22 |      | klasa okręgowa Olsztyn |
| 8    | Victoria Bartoszyce      | 22 |      | klasa okręgowa Olsztyn |
| 9    | Stal/Mamry Giżycko       | 22 |      | klasa okręgowa Olsztyn |
| 10   | Sokół Ostróda            | 22 |      | klasa okręgowa Olsztyn |
| 11   | Vęgoria Węgorzewo        | 22 |      | klasa A Olsztyn        |
| 12   | Huragan Morąg            | 22 |      | klasa A Olsztyn        |

- Warmia Olsztyn awansowała do II ligi

## Klasa A

### grupa I
| Poz. | Klub                           | M  | Pkt. |
| ---- | ------------------------------ | -- | ---- |
| 1    | Podchorążak Szczytno           | 18 | 31   |
| 2    | LZS Pozorty Olsztyn            | 18 | 29   |
| 3    | Tęcza Biskupiec                | 18 | 28   |
| 4    | Śniardwy Orzysz                | 18 | 18   |
| 5    | Mazur Pisz                     | 18 | 15   |
| 6    | Orlęta Reszel                  | 18 | 15   |
| 7    | ZKS Nida Ruciane-Nida          | 18 | 13   |
| 8    | Polonia Lidzbark Warmiński (s) | 18 | 11   |
| 9    | Motor Mrągowo                  | 18 | 11   |
| 10   | Błękitni Orneta                | 18 | 9    |

### grupa II
| Poz. | Klub                          | M  | Pkt. |
| ---- | ----------------------------- | -- | ---- |
| 1    | Start Działdowo               | 18 | 33   |
| 2    | Jedność Nowe Miasto Lubawskie | 18 | 24   |
| 3    | Warmia II Olsztyn             | 18 | 23   |
| 4    | Wel Lidzbark Welski           | 18 | 23   |
| 5    | Start Nidzica                 | 18 | 19   |
| 6    | Unia Susz                     | 18 | 13   |
| 7    | Syrena Młynary                | 18 | 13   |
| 8    | Jeziorak II Iława             | 18 | 11   |
| 9    | Olimpia Olsztynek             | 18 | 11   |
| 10   | Sokół Ostróda                 | 18 | 10   |

## Klasa B
- grupa I - awans: brak danych
- grupa II - awans: brak danych
- grupa III - awans: brak danych